# Chantal Birman
Pour les articles homonymes, voir Birman.
Chantal Birman est une sage-femme française.
Elle est la première sage-femme décorée du grade de Chevalier de la Légion d'honneur puis de celui d'Officier de la Légion d'honneur.

## Biographie

### Formation
Chantal Birman decide de devenir sage-femme en 1967 en passant devant l'Abbaye de Port-Royal alors qu'elle quitte la faculté de médecine après y être restée une heure. Elle rentre dans un service où se pratiquent des avortements illégaux.

### Carrière de sage-femme
Chantal Birman est sage-femme pendant cinquante ans à la maternité des Lilas qu'elle rejoint à 21 ans,. Elle exerce aussi en tant que sage-femme libérale et visite en particulier les familles immigrées.
Elle rejoint le Mouvement pour la liberté de l’avortement et de la contraception en 1974. Elle est féministe,.
Durant les grèves des sages-femmes en 2021, elle explique que ce métier est « le curseur de la situation des femmes dans la société ».
En 2022, elle s’exprime contre la fermeture de la maternité des Lilas qui est un « conservatoire d'humanité » selon elle.
En 2024, elle se réjouit de l'inscription de l'IVG dans la constitution française.

## Hommage
Chantal Birman est décorée chevalière de la légion d'honneur en 2000 puis officière en 2013.
En 2021, Aude Pépin lui consacre un film, À la vie, en hommage à sa carrière,,,.